# Hans Sleven
Hans Sleven (Kaldenkerken, 6 november 1936 – aldaar, 1 februari 2023) was een Nederlands voetballer.

## Loopbaan
Sleven werd geboren in het Duitse Kaldenkerken, net over de grens bij Venlo. Hij speelde er voor de plaatselijke amateurclub, TSV Kaldenkirchen. Omdat hij een Nederlandse vader had, was hij in het bezit van een Nederlands paspoort.
Na een proefwedstrijd in de winter van 1956, waarin hij vijf keer scoorde, kreeg hij een profcontract aangeboden door VVV. Daar maakte hij al snel faam als goalgetter. Zijn hoogtepunt beleefde hij in het seizoen 1958/59, met een vierde plaats in de topscorerslijst van de eredivisie en als doelpuntenmaker in de door VVV met 4-1 gewonnen KNVB Bekerfinale van 1959.
Na de degradatie uit de eredivisie in 1962 bleef de trefzekere spits VVV trouw. Ondanks zijn 15 doelpunten streed de Venlose club ook in het daaropvolgende seizoen in de Eerste divisie tegen degradatie. Sleven ging in 1963 in op een aanbod van het Utrechtse DOS, waar zijn voormalige VVV-coach Willy Kment inmiddels trainer was.
Sleven keerde na een tweejarig verblijf in Utrecht in 1965 terug naar Venlo. Daar speelde hij nog twee seizoenen voor VVV voordat hij zijn profcarrière afsloot. In 1967 vertrok hij naar de amateurs van RFC Roermond waar hij drie jaar later zijn voetballoopbaan afsloot.
Lange tijd was Sleven topscorer aller tijden bij VVV met 121 doelpunten in officiële wedstrijden. Eind 2000 werd hij gepasseerd door Maurice Graef. Tegenwoordig staat Sleven nog altijd tweede op die lijst. Hans Sleven overleed in 2023 op 86-jarige leeftijd.

## Profstatistieken
| Seizoen         | Club            | Competitie      | Competitie | Competitie | Beker | Beker | Overige | Overige | Totaal | Totaal |
| Seizoen         | Club            | Competitie      | Wed.       | Dlp.       | Wed.  | Dlp.  | Wed.    | Dlp.    | Wed.   | Dlp.   |
| --------------- | --------------- | --------------- | ---------- | ---------- | ----- | ----- | ------- | ------- | ------ | ------ |
| 1955/56         | VVV             | Hoofdklasse A   | 12         | 6          | —     | —     | —       | —       | 12     | 6      |
| 1956/57         | VVV             | Eredivisie      | 29         | 7          | 5     | 4     | —       | —       | 34     | 11     |
| 1957/58         | VVV             | Eredivisie      | 19         | 9          | 2     | 2     | —       | —       | 21     | 11     |
| 1958/59         | VVV             | Eredivisie      | 33         | 24         | 7     | 8     | —       | —       | 40     | 32     |
| 1959/60         | VVV             | Eredivisie      | 30         | 11         | —     | —     | —       | —       | 30     | 11     |
| 1960/61         | VVV             | Eredivisie      | 27         | 8          | 6     | 3     | 6       | 5       | 39     | 18     |
| 1961/62         | VVV             | Eredivisie      | 31         | 4          | 1     | 0     | —       | —       | 32     | 4      |
| 1962/63         | VVV             | Eerste divisie  | 28         | 15         | 3     | 5     | —       | —       | 31     | 20     |
| 1963/64         | DOS             | Eredivisie      | 30         | 11         | 1     | 1     | 2       | 0       | 33     | 12     |
| 1964/65         | DOS             | Eredivisie      | 10         | 2          | 1     | 0     | 1       | 1       | 12     | 3      |
| 1965/66         | VVV             | Eerste divisie  | 17         | 4          | 2     | 0     | —       | —       | 19     | 4      |
| 1966/67         | FC VVV          | Tweede divisie  | 22         | 6          | —     | —     | —       | —       | 22     | 6      |
| Carrière totaal | Carrière totaal | Carrière totaal | 288        | 107        | 28    | 23    | 9       | 6       | 325    | 136    |